# Mesembria

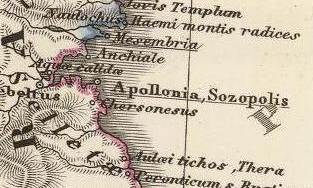
Die antiken Siedlungen an der südwestlichen Schwarzmeerküste

Mesembria (altgriechisch Μεσημβρία, auch Μεσαμβρία, latinisiert Mesembria, bulgarisch Месембрия) war eine antike und mittelalterliche Stadt an der Stelle des heutigen Nessebar in Bulgarien. Die Stadt liegt am westlichen Schwarzen Meer, am nördlichen Ausgang des Golfs von Burgas, unweit des Balkangebirges. In der Antike lag Mesembria an der Küstenstraße Via Pontica.

## Name
Der antike Stadtname, der in mehreren Varianten überliefert ist, setzt sich aus dem thrakischen '-bria' („Stadt“) und einem Bestandteil zusammen, welchen Strabon als Menas und Stephanos Byzantios als Melsos als Eigennamen erklären. Diesen folgend wird der Name von mehreren modernen Autoren als Stadt des Menas bzw. Stadt des Melsas gedeutet, Melsas wird als thrakischer Gründungsheros der Stadt verstanden. Die Stadt prägte eigene Münzen, die mit den Buchstaben ΜΕΤΑ, ΜΕΤΑΜ/ΒΡΙΑΝΩΝ zu identifizieren sind.

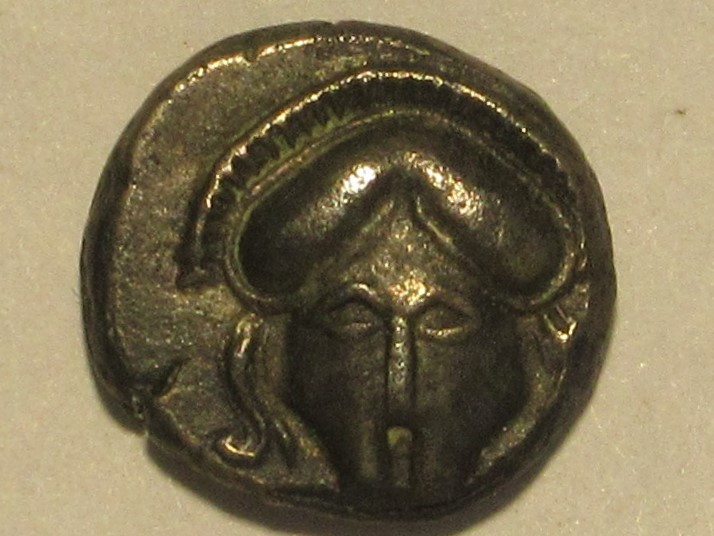
Diobol aus Mesembria, ca. 450–350 v. Chr.

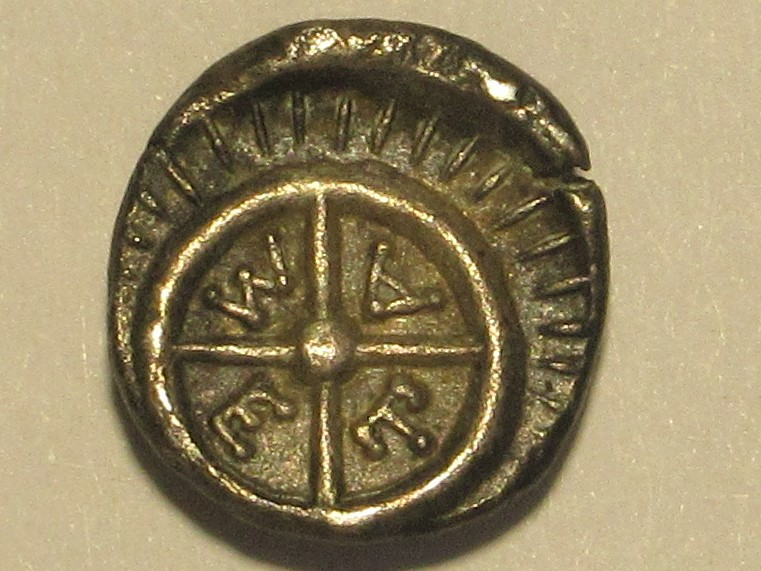
Rückseite der Münze, M-E-T-A zwischen den Radspeichen

## Geschichte
Mesembria entstand im Zuge der griechischen Kolonisation im späten 6. oder frühen 5. Jahrhundert v. Chr. Die Mutterstädte der Griechen, die die Kolonie Mesembria gründeten, werden von verschiedenen Autoren unterschiedlich angegeben:  Byzantion und Kalchedon, bzw. Kalchedon und Megara oder nach einer dritten Version nur Megara. Die Kolonie wurde auf einer 350 Meter langen Halbinsel gegründet. Der höchste Punkt der Halbinsel liegt 12 Meter über dem Meeresspiegel. Sie besteht aus fast horizontalen kalkigen Sandsteinsenkliften.
Die Schutzgottheit der Stadt Mesembria war Apollon, dessen Kult in der Stadt mehrfach belegt ist. Ein Tempel des Apollon wird in mehreren Inschriften erwähnt. Er diente mindestens seit dem frühen 3. Jahrhundert v. Chr. als Ausstellungsort für öffentliche Urkunden. In Mesembria fehlen jedoch unmittelbare Belege für den Kult des Apollon Agyeus, des dorischen Gottes der Einwanderung, Eroberung und Inbesitznahme, der auch Torhüter und Übelabwehrer war. Der Agyeuskult ist im benachbarten Anchialos, das von Apollonia erobert wurde, belegt.

## Münzprägung
Seit der Mitte des 5. Jahrhunderts v. Chr. wurden in Mesembria Münzen geprägt, zunächst nur aus Silber, später auch aus Bronze. Als wichtigste Münztypen verwendete die Stadt auf der Vorderseite ihrer Münzen den Helm, auf der Rückseite das Rad als Sonnensymbol. Auch in der römischen Kaiserzeit prägte die Stadt eigene Münzen von Hadrian bis Philippus II.